# Universidad Técnica del Estado
La Universidad Técnica del Estado (UTE) fue una universidad pública creada en 1947, cuya institución antecesora es la Escuela de Artes y Oficios (1849) y que en 1981 dio origen a la Universidad de Antofagasta, Universidad de Atacama, Universidad de La Serena, Universidad de Santiago de Chile, Universidad del Bío-Bío, Universidad de la Frontera y Universidad de Magallanes.

## Historia

### Fundación

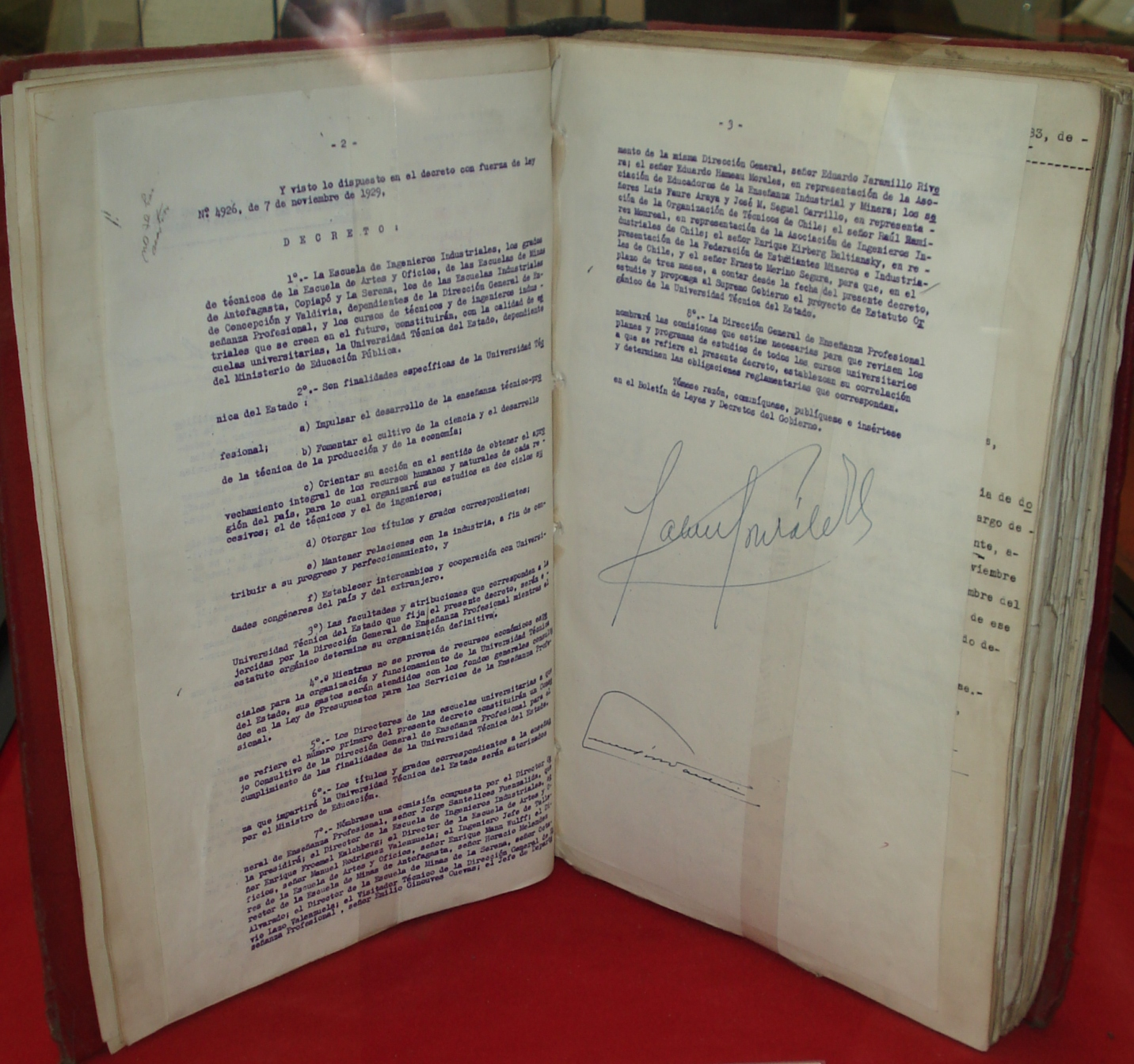
Decreto del presidente Gabriel González Videla que creó la Universidad Técnica del Estado.

La Universidad Técnica del Estado fue creada mediante el decreto 1831 de 9 de abril de 1947 del Ministerio de Educación Pública, dictado durante el gobierno de Gabriel González Videla, fusionándose las principales escuelas politécnicas de Chile: la Escuela de Artes y Oficios en Santiago, la Escuela de Minas de Copiapó, la Escuela de Minas de Antofagasta, la Escuela de Minas de La Serena, la Escuela Industrial de Concepción, la Escuela Industrial de Valdivia y la Escuela de Ingenieros Industriales.
El 7 de julio de 1948, se agregaron la Escuela Industrial de Temuco y el Instituto Pedagógico Técnico destinado a educar a los profesores de las escuelas industriales y de minas, de artesanos, técnicas femeninas y comerciales. Como parte de sus funciones estuvo a cargo de otorgar el grado de Bachiller Industrial. Se crearon además, sedes en Punta Arenas en 1961 y en Talca en 1963.

### Desarrollo de la UTE
Recién el 8 de febrero de 1952 se promulga el Estatuto Orgánico de la UTE. En 1958 se funda la compañía de teatro de la UTE, conocido como Teknos. En octubre de 1967, luego de un prolongado movimiento de los estudiantes, con apoyo de académicos y funcionarios, el presidente Eduardo Frei Montalva creó la Comisión de Reforma con participación estudiantil.
En agosto de 1968, el Claustro Pleno de docentes (75% de los votos ponderados) y estudiantes (25 %) elige al rector. El elegido fue Enrique Kirberg, quien sería reelegido en 1969 y 1972 con participación de académicos, estudiantes y funcionarios.
En diciembre de 1971, durante el gobierno de Salvador Allende Gossens, se aprobó el estatuto reformado de la UTE.
Luego del Golpe de Estado del 11 de septiembre de 1973 y la posterior imposición mediante las armas de la dictadura militar, su Estatuto Orgánico es suspendido y su rector es designado por el Presidente de la Junta de Gobierno, quien nombra al Coronel de ejército Eugenio Reyes Tastets. En 1978 se incorporaron a las dependencias de la universidad las instalaciones, alumnos y funcionarios de la Escuela Normal Superior José Abelardo Núñez.

### Disolución de la UTE y sus sedes

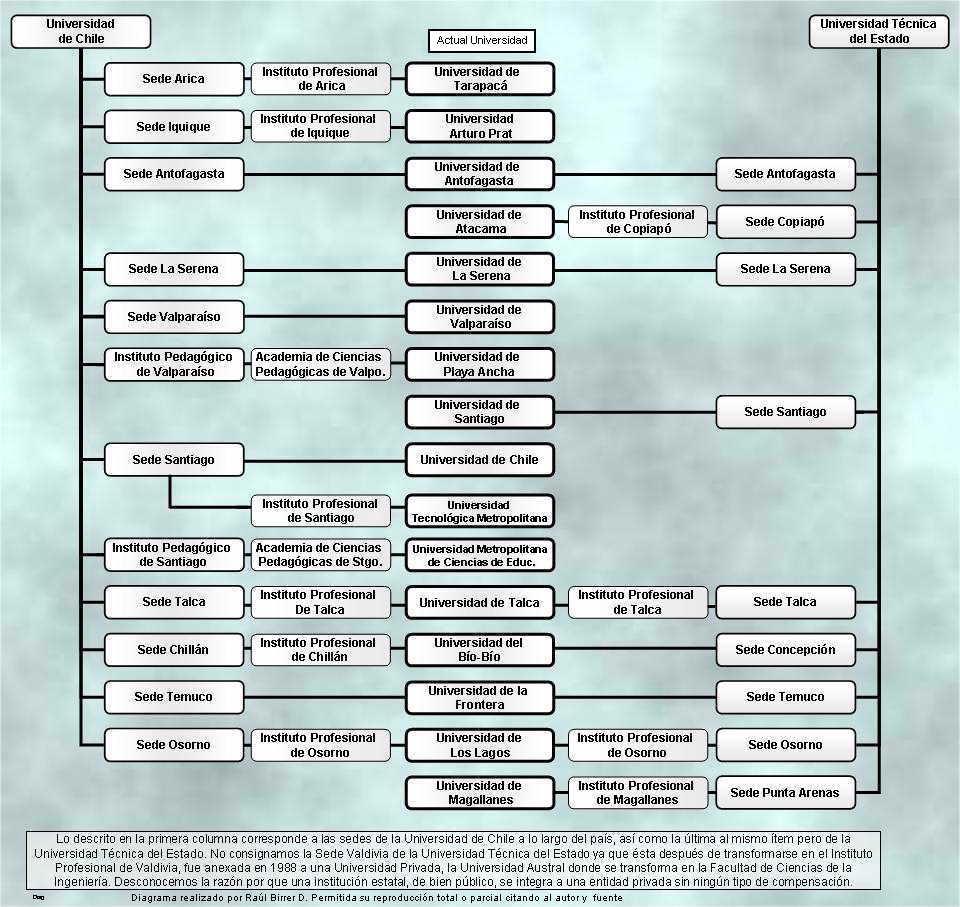
Esquema de la creación de universidades regionales a partir de las sedes de la U. de Chile y la UTE (Clic para expandir).

En 1981, la UTE es convertida en la Universidad de Santiago de Chile (Usach) y sus sedes regionales, junto con las de la Universidad de Chile, se transforman en nuevas universidades e institutos profesionales (Decreto Ley N.º 3541 de 1980).
- Instituto Profesional de Copiapó, transformado posteriormente en Universidad de Atacama.
- Universidad de Antofagasta.
- Universidad de La Serena.
- Instituto Profesional de Talca, transformado posteriormente en Universidad de Talca.
- Universidad de Bío-Bío.
- Universidad de la Frontera.
- Instituto Profesional de Osorno, transformado posteriormente en Universidad de Los Lagos.
- Instituto Profesional de Valdivia, posteriormente integrado en 1988, a la ya existente Universidad Austral de Chile (Ley 18744 de 1988).[7]
- Instituto Profesional de Magallanes, transformado posteriormente en Universidad de Magallanes.

Actualmente el escudo de la UTE, con leves modificaciones, es el representativo de la Facultad de Ingeniería de la Usach.

## Organización
De acuerdo al Decreto Universitario N°1728 de 1975, la Universidad Técnica del Estado (UTE) contaba con la siguiente organización académica:
| Facultades o Escuelas | Departamentos |
| --- | --- |
| Escuela Tecnológica Anterior a 1975 Instituto Tecnológico Central, actual Facultad Tecnológica de la USACH.                                                                      | - Departamento de Tecnologías Generales - Departamento de Tecnologías Agropecuarias - Departamento de Tecnologías Industriales |
| Facultad de Ingeniería Creada en 1972 a partir de la fusión entra la Escuela de Ingenieros Industriales (EII) y la Escuela de Artes y Oficios (EAO).                             | - Departamento de Electricidad - Departamento de Geodesia - Departamento de Ingeniería Química - Departamento de Industria - Departamento de Mecánica - Departamento de Metalurgia - Departamento de Minas - Departamento de Obras Civiles |
| Facultad de Ciencia | - Departamento de Física - Departamento de Matemática y Ciencia de la Computación - Departamento de Química |
| Facultad de Estudios Generales Anterior a 1975 Facultad de Educación, establecida en 1972 a partir del Instituto Pedagógico Técnico; actual Facultad de Humanidades de la USACH. | - Departamento de Arte - Departamento de Filosofía y Ciencias Humanas - Departamento de Historia - Departamento de Idiomas - Departamento de Pedagogía                                                                                     |
| Facultad de Administración y Economía Creada en 1972 a partir de la Escuela de Contadores Públicos.                                                                              | - Departamento de Administración - Departamento de Contabilidad y Auditoría |

## Rectores
- Octavio Lazo Valenzuela (1952-1953)
- José Miguel Seguel Carrillo (1953-1957)
- Santiago Labarca Labarca (1957-1959)
- Horacio Aravena Andaúr (1959-1968)
- Enrique Kirberg Baltiansky (1968-1973)
- Eugenio Reyes Tastets (1973-1980)[nota 1]
- Jorge O'Ryan Balbontín (1980-1981)[nota 1]

## Deportes
El Club Deportivo Universidad Técnica del Estado era un club de fútbol de Chile de la ciudad de Santiago. Fue fundado en 1947 y desapareció en 1969.
Actualmente, continua vigente su rama de fútbol sala, la cual participa en el Campeonato Federado Metropolitano de la Federación de Futsal de Chile.
La Universidad Técnica del Estado cuenta con un primer lugar del Campeonato Federado Metropolitano del año 2016 y un Campeonato Nacional que se disputó en Santiago el 2017, enfrentándose en la final ante el cuadro de UFRO, ganando su primer título Nacional.